# Camptoloma binotatum
Camptoloma binotatum är en fjärilsart som beskrevs av Butler 1881. Camptoloma binotatum ingår i släktet Camptoloma och familjen björnspinnare. Inga underarter finns listade i Catalogue of Life.